# 格莉妮丝·纳恩
格莉妮丝·纳恩（英語：Glynis Nunn，1960年12月4日—），澳大利亚女子田径运动员。她曾代表澳大利亚参加1984年夏季奥林匹克运动会田径比赛，获得女子七项全能金牌。她也曾参加1978年和1982年英联邦运动会。